# Spring Glacier
Spring Glacier är en glaciär i Antarktis. Den ligger i Östantarktis. Nya Zeeland gör anspråk på området. Spring Glacier ligger 1 156 meter över havet.
Terrängen runt Spring Glacier är kuperad österut, men västerut är den bergig. Trakten är obefolkad. Det finns inga samhällen i närheten. 